# Revistes beefcake
Les revistes beefcake (en català; pastís de carn) eren un tipus de revistes que es publicaven a Amèrica del Nord entre els anys 1930 i els anys 60, i que mostraven fotografies d'homes joves, bonics, i musculosos en postures atlètiques. Encara que el seu públic principal era el gai, fins a començaments dels 1960 es presentaven com si fossin revistes destinades a promoure el fitness i la salut, i els models solien mostrar-se fent exercici. Això era a causa de l'ambient conservador i homofòbic de l'època, en el qual hi havia lleis de censura que no permetia la pornografia gai explícita. Els homosexuals recorrien a aquestes revistes que podien vendre's en els quioscs de premsa, llibreries i farmàcies. Les revistes beefcake eren sovint l'única sortida que podien donar a la seva sexualitat els homes homosexuals.
El pioner de la pornografia gai Bob Mizer va treballar en l'Athletic Model Guild, o AMG, i va produir Physique Pictorial, la primera revista de nus masculins. La pel·lícula Beefcake mostra el seu treball i el desenvolupament de la indústria de les revistes beefcake.
A finals dels anys 60, el públic va abandonar la idea que les beefcakes eren tan sols unes revistes d'exercici i de fitness, alhora que els controls sobre la pornografia es reduïen. Al final de la dècada, quan la pornografia s'havia convertit en quelcom legal, el mercat de les revistes beefcake es va esfondrar. Ja des de l'any 1962, havien aparegut diverses revistes eròtiques gais amb models totalment nus, aquestes publicacions estaven pensades per a satisfer a un públic homosexual.
La revista Young Physique va ser el principal exemple d'aquest gènere. Tenia una pàgina central desplegable amb un jove posant en calçotets, i estaven ambientades en uns escenaris dissenyats pel famós fotògraf James Bidgood. Els models portaven un suspensori, perquè la nuesa total estava prohibida abans de 1962. Des que Young Physique va estar disponible en totes les farmàcies i quioscs de premsa de tots els Estats Units, fins i tot a les ciutats petites, comprar un exemplar d'aquesta revista va ser la forma en la qual la majoria dels joves homosexuals de l'època van fer el seu primer contacte amb el món gai.
En els 1980 i 1990 les revistes beefcake van experimentar un ressorgiment a causa de l'increment en l'interès per la cultura masculina de gimnàs i certa nostàlgia. Diversos títols han tingut èxit com Men's Workout, Exercise for Men Only, i Men's Exercise. Aquest tipus de revistes són principalment visuals amb moltes fotografies en contrast amb les revistes de fitness com Men's Fitness el format de la qual té molt més text. Moltes de les imatges mostrades poden ser considerades homoeróticas o sensualment suggestives, amb models semidesnudos o amb vestimentes ajustades o desbotonados. Molts dels models són a més strippers i alguns també han aparegut en revistes com Playgirl.

## Alan B. Stone
Alan Bentley Stone (1928-1992) va ser un fotògraf canadenc els treballs del qual van ser els més habituals en les revistes beefcake tant del Canadà com dels Estats Units. Treballava des de la seva casa, on convivia amb la seva mare i la seva tia, en Pointe-Claire un suburbi de Mont-real. Stone va crear desenes de milers de fotografies de bodybuilders de la seva zona que publicava en aquestes revistes dels Estats Units i en Physique Illustrated i Face and Physique, on també treballava Stone.
Generalment les revistes americanes no pagaven a Stone pel seu treball sinó que li donaven espai d'anunci que ell usava per vendre les col·leccions de fotografies directament als clients. Stone sovint feia viatges amb els models i un conductor i els feia fotos del model en bells espais naturals. En aquests viatges també feia fotos de paisatges del Canadà que venia a les revistes de viatges i càmping.

## Revistes
Revistes de format gran
- Beach Adonis
- Demi-Gods
- Face and Physique
- Mr. America
- Muscle Boy
- Muscles a Go-Go
- Teen Tors
- Tomorrow's Man Special
- Young Physique (US, 1958 - 1969) La més popular de totes disponible en tots els EUA. Tenia un pòster desplegable com el de Playboy.

Revistes de butxaca
- Adonis
- Art and Physique
- Bodi Beautiful
- Fizeek Art Quarterly
- Grecian Guild Pictorial
- Male Figure
- Male Pix
- Man Alive
- Manorama
- Manual
- Man's World
- Mars
- Muscle Teens
- 101 Boys Art
- Physique Illustrated
- Physique Pictorial
- Scan
- Tomorrow's Man
- Trim
- Vim